# Lycium isthmense
Lycium isthmense là loài thực vật có hoa trong họ Cà. Loài này được F. Chiang mô tả khoa học đầu tiên năm 1975.